# Totoxocóyotl
Totoxocóyotl är en ort i Mexiko.   Den ligger i kommunen Atlixtac och delstaten Guerrero, i den sydöstra delen av landet, 220 km söder om huvudstaden Mexico City. Totoxocóyotl ligger 2 326 meter över havet och antalet invånare är 170.
Terrängen runt Totoxocóyotl är kuperad norrut, men söderut är den bergig. Totoxocóyotl ligger uppe på en höjd. Runt Totoxocóyotl är det ganska glesbefolkat, med 43 invånare per kvadratkilometer. Närmaste större samhälle är Xalpitzáhuac, 3,9 km öster om Totoxocóyotl. I omgivningarna runt Totoxocóyotl växer huvudsakligen savannskog.